# Mielniki (rejon jaworowski)
Mielniki (ukr. Мельники) – wieś na Ukrainie, w rejonie jaworowskim obwodu lwowskiego.